# Шетлер-Джонс, Роберт
Роберт Шетлер-Джонс (англ. Robert Shetler-Jones, род. 1969, Уинчестер, Хэмпшир) — британский предприниматель, играющий ключевую роль в газовом бизнесе в бывшем СССР.

## Биография
Родился в 1969 году в Уинчестере. С 1987 по 1991 учился в Университете Саррея, получив степень бакалавра по лингвистике и международным делам. Во время учёбы несколько раз был на стажировках в Киеве, где учился на спецкурсе для иностранных студентов в Киевском институте иностранных языков.
C 1991 занимался бизнесом в Киеве.
С 1993 по 1994 руководил агентством по недвижимости Jones East 8 в Киеве. Ключевыми клиентами этого агентства являются иностранные посольства в Киеве и крупные международные компании.
В 1994 году стал содиректором киевского отделения компании DG Jones & Partners, ведущего международного консультанта по определению смет строительных проектов.
С 1997 по 1999 годы Шетлер-Джонс работал в Commonwealth Property Investors, входящей в группу AEW International, где он координировал работу паевого инвестиционного фонда с капиталом $50 млн.
С 2000 года занимал должность Генерального Директора киевской девелоперской компании «Днепровская пристань».
Шетлер-Джонс зарегистрировал в Гамбурге компанию RSJ Erste Beteilingungsgesellschaft GmbH (RSJ — инициалы владельца). Эта компания является владельцем 90 % акций ОАО Крымский содовый завод (Красноперекопск) и 50 % акций ЗАО «Крымский Титан» (Армянск).
Входил в руководство компании Eural TransGas, а после создания преемника ETG компании РосУкрЭнерго входит в Координационный комитет компании.
Шетлер-Джонс официально представлял интересы «Райффайзен Инвестмент» в координационном совете РосУкрЭнерго, будучи трастовым акционером для Дмитрия Фирташа. После того, как «Райффайзен Инвестмент» вышел из акционеров, он перестал быть членом координационного совета. Но, поскольку он остался работать как менеджер Дмитрия Фирташа, в марте 2007 года он опять вошёл в координационный совет РосУкрЭнерго.
В 2007 году Шетлер-Джонс стал главным исполнительным директором Group DF (GDF) (Группа Дмитрия Фирташа).
Некоторые средства массовой информации приписывают Шетлер-Джонсу связи с Секретной Разведывательной Службой Великобритании.